# Comté de Guînes

Le blason du comté de Guînes.

## Historique
Les comtes souverains de Guînes sont historiquement connus sous le nom de Comtes "par la grâce de Dieu". D'après La Chesnaye-Desbois et Jacques Badier, dans leur Dictionnaire de la noblesse, le comté de Guînes fut l'un des premiers grands comtés qui devinrent héréditaires sous les Carolingiens. C'est l'antique blason des seigneurs de Guînes qui a été relevé par la commune au XIXe siècle. Il est « vairé d'or et d'azur, au chef d'azur à trois fleurs de lys d'or »[réf. nécessaire].
Diverses versions existent sur les origines du comté de Guînes, toutes aussi incertaines les unes que les autres mais qui voient revenir les mêmes noms de Ponthieu, Boulogne, Saint-Pol, comté de flandre, etc. : l'une d'elles évoque la terre de Guînes possédée à la fin du VIe siècle par Agneric, principal conseiller de Thierry II, roi du royaume de Bourgogne et d'Austrasie. Puis elle passe à Vvalbert, fils d'Agneric, comte de Ponthieu, comte de Saint-Pol, qui la donne à l'abbaye de Saint-Bertin lorsqu'il s'y fait religieux avec Bertin son fils unique. Elle reste à l'abbaye jusqu'à Adolphe, (Adalolphe de Boulogne), frère d'Arnoul Ier de Flandre ou Arnoul le Grand, comte de Flandre, puis Arnoul la récupère à la mort de son frère. Sifrid, Siegfried Ier de Guînes, seigneur danois, l'occupe au détriment d'Arnoul et en est établi 1er comte.
Autre version qui recoupe en partie la précédente : dès le VIIe siècle, le territoire fit partie du comté de Flandre qui englobait tout le pays compris entre la Somme et l'Escaut. Vers 663, Walbert, comte d'Arques, remit entre les mains de saint Bertin, apôtre de la région de Saint-Omer et fondateur de l'abbaye qui porte son nom, toutes les terres qu'il possédait à Guînes ; mais la première mention officielle, si l'on peut dire, du nom de « Gisna », Guînes, ne se trouve qu'en 807 dans un acte de donation daté du 11 octobre de la même année, par lequel une dame nommée Lebtrude transmet aux moines de la célèbre abbaye audomaroise les propriétés qu'elle détient sur les bords de Ghisnervlet, rivière de Guînes, en un lieu-dit Wasconingawalla, mot dans lequel il est facile de reconnaître le nom actuel de La Walle.
En tout état de cause, l'abbaye de Saint-Bertin a sans doute possédé un temps la terre de Guînes (en 877, le roi Charles le Chauve confirme à l'abbaye toutes ses possessions, parmi lesquelles Guînes) et le danois Sifrid ou Siegfried Ier de Guînes apparait bien comme le premier comte avéré.
Le comté de Guînes comprenait les châtellenies de Guînes et Tournehem, la seigneurie d'Ardres, (seigneurs d'Ardres), les terres de Bredenarde, Audruicq, Sangatte, Tournehem, Wissant. Il s'agrandit de la châtellenie de Bourbourg, en Flandre, y compris le pays de l'Angle (sur la rive gauche de l'Aa), par le mariage du comte Arnould II avec Béatrix de Bourbourg (vers 1194). Les comtes de Guînes possédaient également de grands domaines en Angleterre. Plusieurs des vassaux du comté de Guînes portaient le titre de barons  ou de pairs (pairies) (Andres, Arques, Balinghem, Fiennes, Licques, Alembon, etc.), selon les auteurs et les époques, on dénombrait 12 à 13 barons, et une douzaine de pairies.
Au XIIe siècle, le territoire et la ville de Guînes eurent terriblement à souffrir des guerres qui opposèrent le roi de France Philippe Auguste et le comte de Flandre. Ils furent plusieurs fois envahis par les troupes royales ainsi que celles de Renaud de Dammartin, comte de Boulogne. 
À la suite de la mort sans héritier, en juin 1191, du comte de Flandre Philippe d'Alsace, Philippe Auguste, par le traité d'Arras d'octobre 1191, prend possession effective de l'Artois, comprenant les places d'Arras, Bapaume, Hesdin, Saint-Omer et Aire-sur-la-Lys, ainsi que la suzeraineté sur les comtés de Boulogne, Guînes et Saint-Pol, et de la place vermandoise de Péronne.
En dépit de ces catastrophes, Arnould II de Guînes eut pourtant en 1214 la consolation de participer à la bataille de Bouvines aux côtés de Philippe Auguste, dont il était devenu le vassal.
Arnould III, douzième comte de Guînes, fait prisonnier à la bataille de Walcheren (Zélande) le 12 juillet 1253, dut, pour se racheter, vendre son comté au roi de France, en 1283. Huit ans plus tard cependant, en 1295, Philippe le Bel en rendit une partie à Jeanne de Guînes, petite-fille d'Arnould III, épouse de Jean II de Brienne, comte d'Eu, qui prit alors le titre de comte d'Eu et de Guînes. La châtellenie de Tournehem fut cependant détachée du comté de Guînes et rattachée à l'Artois.

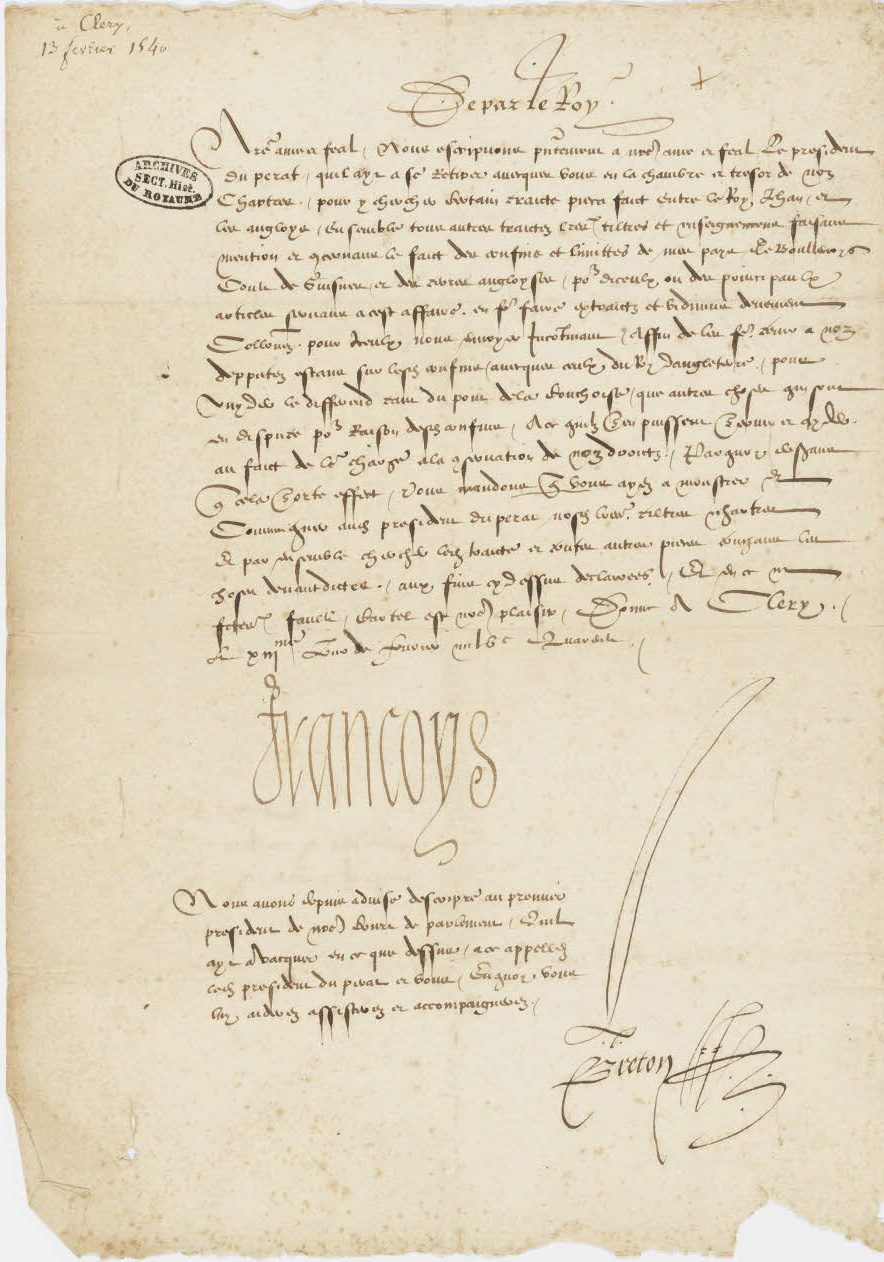
ordonne de retrouver le traité passé entre le roi Jean II le Bon et les Anglais (Londres, 1359) ainsi que tous les autres documents concernant les délimitations des terres anglaises dans le Boulonnais et le comté de Guines (Cléry 13 février 1541). Archives nationales de France.

Le 19 novembre 1350, Raoul II de Brienne, quinzième et dernier comte de Guînes, connétable de France, accusé de trahison après la prise de Caen par les Anglais, fut décapité à Paris, dans l'hôtel de Nesle, sur l'ordre de Jean II le Bon qui donna le comté d'Eu à Jean d'Artois et rattacha le comté de Guînes au domaine royal. Trois ans après la prise de Calais, le 22 janvier 1351, le château de Guînes fut livré par trahison aux Anglais, et en 1360, le traité de Brétigny abandonna complètement au roi d'Angleterre la ville et son comté.
Le comté de Guînes fut recouvré par Charles VI en 1374 et réuni au domaine de la couronne. Marck et Calais, que les Anglais avaient occupé dès 1347, furent conservés par eux jusqu'en 1558.
Le comté de Guînes, tout comme les comtés de Boulogne et de Saint-Pol, entra dans la mouvance de l'Artois, et, à l'exception des territoires qui furent temporairement occupés par l'Angleterre, ils suivirent ses destinées.

## Subdivisions
Lors de son rattachement au domaine royal français, en 1284, le comté comprenait douze baronnies (Andres, Bavelinghen (Balinghem), Fiennes, Licques, Le Val en Surques, Cresecques, Courteborne, Hammes, Hermelinghen, Zueuland, la Motte d'Ardres, Alembon), douze paieries (Bouvelinghem, Arquigond, Surques, Esclemy, Foucquesolles, le Prieuré D'Ardres, Ecques, Loutbarnes, Avvainghes, Nielles les Ardres, Campaignies, Ouderbrouck)  et quatre châtellenies.